# Pireella filicina
Pireella filicina är en bladmossart som beskrevs av Jules Cardot 1913. Pireella filicina ingår i släktet Pireella och familjen Pterobryaceae. Inga underarter finns listade i Catalogue of Life.